# Leichtathletik-Weltmeisterschaften 2011/Teilnehmer (Polen)
| Gelbes Symbol für Goldmedaillen mit stilisierten Olympischen Ringen | Graues Symbol für Silbermedaillen mit stilisierten Olympischen Ringen | Braundes Symbol für Bronzemedaillen mit stilisierten Olympischen Ringen |
| ------------------------------------------------------------------- | --------------------------------------------------------------------- | ----------------------------------------------------------------------- |
| 1                                                                   | —                                                                     | 1                                                                       |

Der polnische Leichtathletik-Verband stellte bei den Leichtathletik-Weltmeisterschaften 2011 im koreanischen Daegu 37 Teilnehmer.

## Ergebnisse

### Männer

#### Laufdisziplinen
| Athlet                                                            | Disziplin        | Vorlauf     | Vorlauf | Halbfinale    | Halbfinale    | Finale        | Finale        |
| Athlet                                                            | Disziplin        | Zeit        | Platz   | Zeit          | Platz         | Zeit          | Platz         |
| ----------------------------------------------------------------- | ---------------- | ----------- | ------- | ------------- | ------------- | ------------- | ------------- |
| Dariusz Kuć                                                       | 100 m            | 10,36 s     | 21      | 10,51 s       | 23            | ausgeschieden | ausgeschieden |
| Marcin Marciniszyn                                                | 400 m            | 45,51 s     | 18      | 45,94 s       | 18            | ausgeschieden | ausgeschieden |
| Adam Kszczot                                                      | 800 m            | 1:46,16 min | 7       | 1:44,81 min   | 5             | 1:45,25 min   | 6             |
| Marcin Lewandowski                                                | 800 m            | 1:46,73 min | 17      | 1:44,60 min   | 3             | 1:44,80 min   | 4             |
| Dominik Bochenek                                                  | 110 m Hürden     | 13,96 s     | 29      | ausgeschieden | ausgeschieden | ausgeschieden | ausgeschieden |
| Łukasz Parszczyński                                               | 3000 m Hindernis | 8:44,09 min | 31      |               |               | ausgeschieden | ausgeschieden |
| Rafał Augustyn                                                    | 20 km Gehen      |             |         |               |               | 1:24:47 h     | 23            |
| Rafał Fedaczyński                                                 | 50 km Gehen      |             |         |               |               | DSQ           | DSQ           |
| Rafał Sikora                                                      | 50 km Gehen      |             |         |               |               | 3:50:24 h     | 12            |
| Grzegorz Sudoł                                                    | 50 km Gehen      |             |         |               |               | DNF           | DNF           |
| Paweł Stempel Dariusz Kuć Robert Kubaczyk Kamil Kryński           | 4 × 100 m        | 38,37 s SB  | 5       |               |               | 38,50 s       | 4             |
| Kacper Kozłowski Piotr Wiaderek Jakub Krzewina Marcin Marciniszyn | 4 × 400 m        | 3:01,84 min | 11      |               |               | ausgeschieden | ausgeschieden |

#### Sprung/Wurf
| Athlet              | Disziplin      | Qualifikation | Qualifikation | Finale        | Finale        |
| Athlet              | Disziplin      | Weite/Höhe    | Platz         | Weite/Höhe    | Platz         |
| ------------------- | -------------- | ------------- | ------------- | ------------- | ------------- |
| Mateusz Didenkow    | Stabhochsprung | 5,65 m        | 8             | 5,75 m        | 7             |
| Łukasz Michalski    | Stabhochsprung | 5,60 m        | 10            | 5,85 m        | 4             |
| Paweł Wojciechowski | Stabhochsprung | 5,50 m        | 12            | 5,90 m        | Gold          |
| Tomasz Majewski     | Kugelstoßen    | 20,73 m       | 6             | 20,18 m       | 8             |
| Piotr Małachowski   | Diskuswurf     | 65,48 m       | 1             | 63,37 m       | 9             |
| Paweł Fajdek        | Hammerwurf     | 76,10 m       | 11            | 75,20 m       | 11            |
| Szymon Ziółkowski   | Hammerwurf     | 77,19 m       | 5             | 77,64 m       | 7             |
| Igor Janik          | Speerwurf      | 80,88 m       | 13            | ausgeschieden | ausgeschieden |

### Frauen

#### Laufdisziplinen
| Athletin                                                          | Disziplin | Vorlauf     | Vorlauf | Halbfinale    | Halbfinale    | Finale        | Finale        |
| Athletin                                                          | Disziplin | Zeit        | Platz   | Zeit          | Platz         | Zeit          | Platz         |
| ----------------------------------------------------------------- | --------- | ----------- | ------- | ------------- | ------------- | ------------- | ------------- |
| Marta Jeschke                                                     | 100 m     | 11,73 s     | 38      | ausgeschieden | ausgeschieden | ausgeschieden | ausgeschieden |
| Anna Kiełbasińska                                                 | 200 m     | 23,34 s     | 25      | ausgeschieden | ausgeschieden | ausgeschieden | ausgeschieden |
| Renata Pliś                                                       | 1500 m    | 4:08,83 min | 10      | 4:11,12 min   | 20            | ausgeschieden | ausgeschieden |
| Anna Kiełbasińska Marika Popowicz Marta Jeschke Agnieszka Ligięza | 4 × 100 m | DNF         | DNF     |               |               | ausgeschieden | ausgeschieden |

#### Sprung/Wurf
| Athletin         | Disziplin      | Qualifikation | Qualifikation | Finale        | Finale        |
| Athletin         | Disziplin      | Weite/Höhe    | Platz         | Weite/Höhe    | Platz         |
| ---------------- | -------------- | ------------- | ------------- | ------------- | ------------- |
| Monika Pyrek     | Stabhochsprung | 4,50 m        | 11            | 4,55 m        | 10            |
| Anna Rogowska    | Stabhochsprung | 4,55 m        | 1             | 4,55 m        | 10            |
| Teresa Dobija    | Weitsprung     | 6,30 m        | 22            | ausgeschieden | ausgeschieden |
| Anna Jagaciak    | Dreisprung     | 13,57 m       | 28            | ausgeschieden | ausgeschieden |
| Żaneta Glanc     | Diskuswurf     | 63,44 m       | 4             | 63,91 m       | 4             |
| Joanna Fiodorow  | Speerwurf      | 66,88 m       | 21            | ausgeschieden | ausgeschieden |
| Anita Włodarczyk | Speerwurf      | 71,09 m       | 7             | 73,56 m SB    | 5             |

#### Siebenkampf
| Athletin          | Disziplin | 100 m Hürden | Hochsprung | Kugelstoßen | 200 m   | Weitsprung | Speerwurf  | 800 m          | Punkte  | Platz  |
| ----------------- | --------- | ------------ | ---------- | ----------- | ------- | ---------- | ---------- | -------------- | ------- | ------ |
| Karolina Tymińska | Ergebnis  | 13,12 s PB   | 1,74 m SB  | 14,70 m SB  | 23,87 s | 6,39 m     | 41,32 m PB | 2:05,21 min PB | 6544 PB | Bronze |
| Karolina Tymińska | Punkte    | 1106         | 903        | 841         | 993     | 972        | 693        | 1036           | 6544 PB | Bronze |